# B-Junioren-Bundesliga 2018/19
Die Saison 2018/19 der B-Junioren-Bundesliga war die zwölfte Spielzeit der B-Junioren-Bundesliga.
Sie wurde wie schon in den vorhergehenden elf Spielzeiten in den Staffeln Nord/Nordost, Süd/Südwest und West ausgetragen. Am Saisonende spielten die drei Staffelsieger sowie der Vizemeister einer der drei Staffeln um die deutsche B-Jugend-Meisterschaft. Das Halbfinale wurde im Hin- und Rückspiel, das Finale in einem Spiel ausgetragen. Die drei letztplatzierten Mannschaften der drei Staffeln stiegen in die untergeordneten Ligen ab.
Als amtierender deutscher Meister ging Borussia Dortmund in die Saison, Köln errang gegen den Titelverteidiger im Finale seinen zweiten Meistertitel.

## Staffel Nord/Nordost
Als Meister bzw. bestplatzierte Vereine der B-Jugend-Regionalligen Nord und Nordost der Vorsaison nahmen der SC Borgfeld und der Chemnitzer FC als direkte Aufsteiger an der B-Junioren-Bundesliga teil. Die Vizemeister beider Regionalligen, der VfL Osnabrück und Tennis Borussia Berlin, spielten in einer Relegation den dritten Aufsteiger aus.

### Tabelle
| Pl.             | Verein                     | Sp. | S  | U | N  | Tore    | Diff. | Punkte |
| --------------- | -------------------------- | --- | -- | - | -- | ------- | ----- | ------ |
| 1.              | VfL Wolfsburg              | 26  | 18 | 7 | 1  | 061:240 | +37   | 61     |
| 2.              | Hertha BSC                 | 26  | 18 | 5 | 3  | 084:210 | +63   | 59     |
| 3.              | RB Leipzig (S)             | 26  | 16 | 6 | 4  | 070:310 | +39   | 54     |
| 4.              | Hamburger SV               | 26  | 13 | 8 | 5  | 059:430 | +16   | 47     |
| 5.              | Werder Bremen              | 26  | 13 | 5 | 8  | 076:490 | +27   | 44     |
| 6.              | FC St. Pauli               | 26  | 12 | 5 | 9  | 038:470 | −9    | 41     |
| 7.              | 1. FC Union Berlin         | 26  | 10 | 3 | 13 | 047:400 | +7    | 33     |
| 8.              | Hannover 96                | 26  | 9  | 5 | 12 | 033:410 | −8    | 32     |
| 9.              | Energie Cottbus            | 26  | 8  | 6 | 12 | 033:500 | −17   | 30     |
| 10.             | Chemnitzer FC (N)          | 26  | 7  | 6 | 13 | 029:400 | −11   | 27     |
| 11.             | Dynamo Dresden             | 26  | 9  | 0 | 17 | 030:590 | −29   | 27     |
| 12.             | Holstein Kiel              | 26  | 7  | 5 | 14 | 036:540 | −18   | 26     |
| 13.             | Tennis Borussia Berlin (N) | 26  | 6  | 5 | 15 | 028:500 | −22   | 23     |
| 14.             | SC Borgfeld (N)            | 26  | 1  | 4 | 21 | 014:890 | −75   | 07     |
| Stand: Endstand |                            |     |    |   |    |         |       |        |

| (S) | Staffelsieger der Vorsaison     |
| (N) | Aufsteiger aus der Regionalliga |

### Torschützenliste
|    |             | Spieler          | Verein             | Tore |
| -- | ----------- | ---------------- | ------------------ | ---- |
| 1. | Turkei      | Emincan Tekin    | Hertha BSC         | 26   |
| 2. | Deutschland | Fisnik Asllani   | 1. FC Union Berlin | 23   |
| 3. | Deutschland | Dennis Borkowski | RB Leipzig         | 19   |
| 4. | Deutschland | Nick Woltemade   | Werder Bremen      | 18   |
| 5. | Deutschland | Lazar Samardžić  | Hertha BSC         | 16   |

## Staffel West
Aus den untergeordneten Ligen stiegen der FC Hennef 05 als Vertreter der B-Jugend-Verbandsliga Mittelrhein, der SC Paderborn 07 als Vertreter der B-Jugend-Verbandsliga Westfalen und Rot-Weiss Essen aus der B-Jugend-Verbandsliga Niederrhein in die B-Junioren-Bundesliga auf.

### Tabelle
| Pl.             | Verein                   | Sp. | S  | U | N  | Tore    | Diff. | Punkte |
| --------------- | ------------------------ | --- | -- | - | -- | ------- | ----- | ------ |
| 1.              | Borussia Dortmund (M, S) | 26  | 21 | 5 | 0  | 093:140 | +79   | 68     |
| 2.              | 1. FC Köln               | 26  | 19 | 2 | 5  | 081:220 | +59   | 59     |
| 3.              | Bayer 04 Leverkusen      | 26  | 17 | 8 | 1  | 081:240 | +57   | 59     |
| 4.              | Borussia Mönchengladbach | 26  | 14 | 7 | 5  | 066:270 | +39   | 49     |
| 5.              | FC Schalke 04            | 26  | 12 | 6 | 8  | 044:370 | +7    | 42     |
| 6.              | VfL Bochum               | 26  | 11 | 8 | 7  | 047:350 | +12   | 41     |
| 7.              | Fortuna Düsseldorf       | 26  | 10 | 9 | 7  | 027:230 | +4    | 39     |
| 8.              | Arminia Bielefeld        | 26  | 10 | 2 | 14 | 036:550 | −19   | 32     |
| 9.              | Preußen Münster          | 26  | 7  | 7 | 12 | 024:410 | −17   | 28     |
| 10.             | FC Hennef 05 (N)         | 26  | 6  | 8 | 12 | 036:680 | −32   | 26     |
| 11.             | SG Unterrath             | 26  | 6  | 8 | 12 | 019:600 | −41   | 26     |
| 12.             | MSV Duisburg             | 26  | 5  | 3 | 18 | 017:520 | −35   | 18     |
| 13.             | Rot-Weiss Essen (N)      | 26  | 1  | 7 | 18 | 016:730 | −57   | 10     |
| 14.             | SC Paderborn 07 (N)      | 26  | 2  | 2 | 22 | 022:780 | −56   | 08     |
| Stand: Endstand |                          |     |    |   |    |         |       |        |

| (M) | Deutscher Meister der Vorsaison |
| (S) | Staffelsieger der Vorsaison     |
| (N) | Aufsteiger aus der Verbandsliga |

### Torschützenliste
|    |             | Spieler            | Verein              | Tore |
| -- | ----------- | ------------------ | ------------------- | ---- |
| 1. | Deutschland | Youssoufa Moukoko  | Borussia Dortmund   | 46   |
| 2. | Deutschland | Emrehan Gedikli    | Bayer 04 Leverkusen | 25   |
| 3. | Deutschland | Luis Hartwig       | VfL Bochum          | 18   |
| 3. | Deutschland | Jacob Anton Jansen | 1. FC Köln          | 18   |
| 3. | Turkei      | Samed Onur         | Bayer 04 Leverkusen | 18   |

## Staffel Süd/Südwest
Als direkte Aufsteiger gelangten der FC Ingolstadt 04 aus der B-Jugend-Bayernliga und der SSV Ulm 1846 Fußball aus der B-Jugend-Oberliga Baden-Württemberg in die B-Junioren-Bundesliga. Die Meister bzw. bestplatzierten Vereine der B-Jugend-Regionalliga Südwest, der DJK SV Phönix Schifferstadt, und der B-Jugend-Hessenliga, der SV Wehen Wiesbaden, spielten in einer Relegation den dritten Aufsteiger aus. Wiesbaden setzte sich mit einem 5:1 im Hin- und einem 4:2 im Rückspiel durch.

### Tabelle
| Pl.             | Verein                 | Sp. | S  | U | N  | Tore    | Diff. | Punkte |
| --------------- | ---------------------- | --- | -- | - | -- | ------- | ----- | ------ |
| 1.              | FC Bayern München (S)  | 26  | 21 | 1 | 4  | 064:290 | +35   | 64     |
| 2.              | TSG 1899 Hoffenheim    | 26  | 20 | 1 | 5  | 083:300 | +53   | 61     |
| 3.              | Eintracht Frankfurt    | 26  | 18 | 2 | 6  | 053:250 | +28   | 56     |
| 4.              | 1. FSV Mainz 05        | 26  | 17 | 3 | 6  | 049:290 | +20   | 54     |
| 5.              | FC Augsburg            | 26  | 14 | 3 | 9  | 058:320 | +26   | 45     |
| 6.              | VfB Stuttgart          | 26  | 14 | 2 | 10 | 051:360 | +15   | 44     |
| 7.              | Stuttgarter Kickers    | 26  | 11 | 3 | 12 | 036:410 | −5    | 36     |
| 8.              | 1. FC Nürnberg         | 26  | 9  | 5 | 12 | 032:420 | −10   | 32     |
| 9.              | SV Wehen Wiesbaden (N) | 26  | 9  | 2 | 15 | 030:540 | −24   | 29     |
| 10.             | Karlsruher SC          | 26  | 7  | 6 | 13 | 032:420 | −10   | 27     |
| 11.             | SpVgg Unterhaching     | 26  | 7  | 4 | 15 | 029:460 | −17   | 25     |
| 12.             | 1. FC Heidenheim       | 26  | 6  | 4 | 16 | 021:410 | −20   | 22     |
| 13.             | FC Ingolstadt 04 (N)   | 26  | 6  | 3 | 17 | 028:460 | −18   | 21     |
| 14.             | SSV Ulm 1846 (N)       | 26  | 2  | 3 | 21 | 010:830 | −73   | 09     |
| Stand: Endstand |                        |     |    |   |    |         |       |        |

| (S) | Staffelsieger der Vorsaison                         |
| (N) | Aufsteiger aus der Regional-, Ober- oder Bayernliga |

### Torschützenliste
|    |             | Spieler          | Verein              | Tore |
| -- | ----------- | ---------------- | ------------------- | ---- |
| 1. | Deutschland | Maximilian Beier | TSG 1899 Hoffenheim | 18   |
| 2. | Deutschland | Paul Nebel       | 1. FSV Mainz 05     | 14   |
| 3. | Deutschland | Sven Kronemayer  | Karlsruher SC       | 13   |
| 3. | Ukraine     | Erik Shuranov    | 1. FC Nürnberg      | 13   |
| 5. | Deutschland | Torben Rhein     | FC Bayern München   | 12   |
| 5. | Deutschland | Malik Tillman    | FC Bayern München   | 12   |

## Endrunde um die deutsche B-Junioren-Meisterschaft 2019
Folgende Mannschaften qualifizierten sich sportlich für die Endrundenspiele:
| - Meister der Staffel Nord/Nordost: VfL Wolfsburg - Meister der Staffel West: Borussia Dortmund | - Vizemeister der Staffel West: 1. FC Köln - Meister der Staffel Süd/Südwest: FC Bayern München |

### Halbfinale
|                   | Gesamt |               | Hinspiel (05.06.) | Rückspiel (08.06.) |
| ----------------- | ------ | ------------- | ----------------- | ------------------ |
| FC Bayern München | 0:5    | 1. FC Köln    | 0:1               | 0:4                |
| Borussia Dortmund | 6:1    | VfL Wolfsburg | 4:1               | 2:0                |

### Finale
| Borussia Dortmund                                          | Borussia Dortmund | 1. FC Köln | 1. FC Köln |
| ---------------------------------------------------------- | --- | --- | ---------- |
| Borussia Dortmund                                          | \| 16. Juni 2019 um 13:00 Uhr in Dortmund (Stadion Rote Erde) \| \| Ergebnis: 2:3 (1:2) \| \| Zuschauer: 10.000 \| \| Schiedsrichter: Patrick Alt \| \| Spielbericht \|                                                 | \| 16. Juni 2019 um 13:00 Uhr in Dortmund (Stadion Rote Erde) \| \| Ergebnis: 2:3 (1:2) \| \| Zuschauer: 10.000 \| \| Schiedsrichter: Patrick Alt \| \| Spielbericht \|                                                                                                | 1. FC Köln |
| Borussia Dortmund                                          | Leon Klussmann – Lion Semić, Albin Thaqi, Tim Böhmer, Lloyd-Addo Kuffour – Maik Amedick, Dennis Lütke-Frie, Rilind Hetemi (51. Stanislav Fehler) – Ware Pakia (77. Abu-Bekir El-Zein), Ansgar Knauff, Youssoufa Moukoko | Daniel Adamczyk – Finn Lanser (34. Batuhan Özden), Dennis Dahmen, Yusuf Örnek, Meiko Sponsel (69. Bilal-Badr Ksiouar) – Sebastian Papalia, Joshua Schwirten (77. Maximilian Schmid), Florian Wirtz – Jan Thielmann, Marvin Obuz, Jacob Anton Jansen (49. Jens Castrop) | 1. FC Köln |
| Borussia Dortmund                                          | 1:2 Moukoko (36.) 2:2 Knauff (43.) | 0:1 Jansen (15.) 0:2 Jansen (21.) 2:3 Sponsel (47.) | 1. FC Köln |
| Borussia Dortmund                                          | Moukoko (65.) | | 1. FC Köln |
| 16. Juni 2019 um 13:00 Uhr in Dortmund (Stadion Rote Erde) | | |            |
| Ergebnis: 2:3 (1:2)                                        | | |            |
| Zuschauer: 10.000                                          | | |            |
| Schiedsrichter: Patrick Alt                                | | |            |
| Spielbericht                                               | | |            |